# روبرت جوزيف بانكس
روبرت جوزيف بانكس (بالإنجليزية: Robert Joseph Banks)‏ هو كاهن كاثوليكي أمريكي، ولد في 26 فبراير 1928 في بوسطن في الولايات المتحدة.